# Jacek Kucharzewski
Jacek Kucharzewski (ur. 15 lutego 1937 we Lwowie, zm. 14 lipca 2009) – polski architekt, urbanista, w latach 1990–1994 prezydent Opola.

## Życiorys
Od lat 60. związany ze Śląskiem Opolskim. Pracował w Wojewódzkiej Pracowni Urbanistycznej, a następnie w Wojewódzkim Biurze Planowania Przestrzennego, którego był wiceszefem w latach 1978–1981. W okresie 1981–1985 piastował stanowisko głównego architekta województwa. Był autorem projektu biurowca przy ul. Kamiennej w Opolu i dachu opolskiego amfiteatru. W latach 1990–1994 sprawował urząd prezydenta Opola, pierwszego niekomunistycznego po przemianach politycznych. Następnie był wojewódzkim konserwatorem zabytków. Opracował liczne plany zagospodarowania przestrzennego.
Odznaczony Złotą Odznaką SARP (czerwiec 2009)